# Mito de longevidad

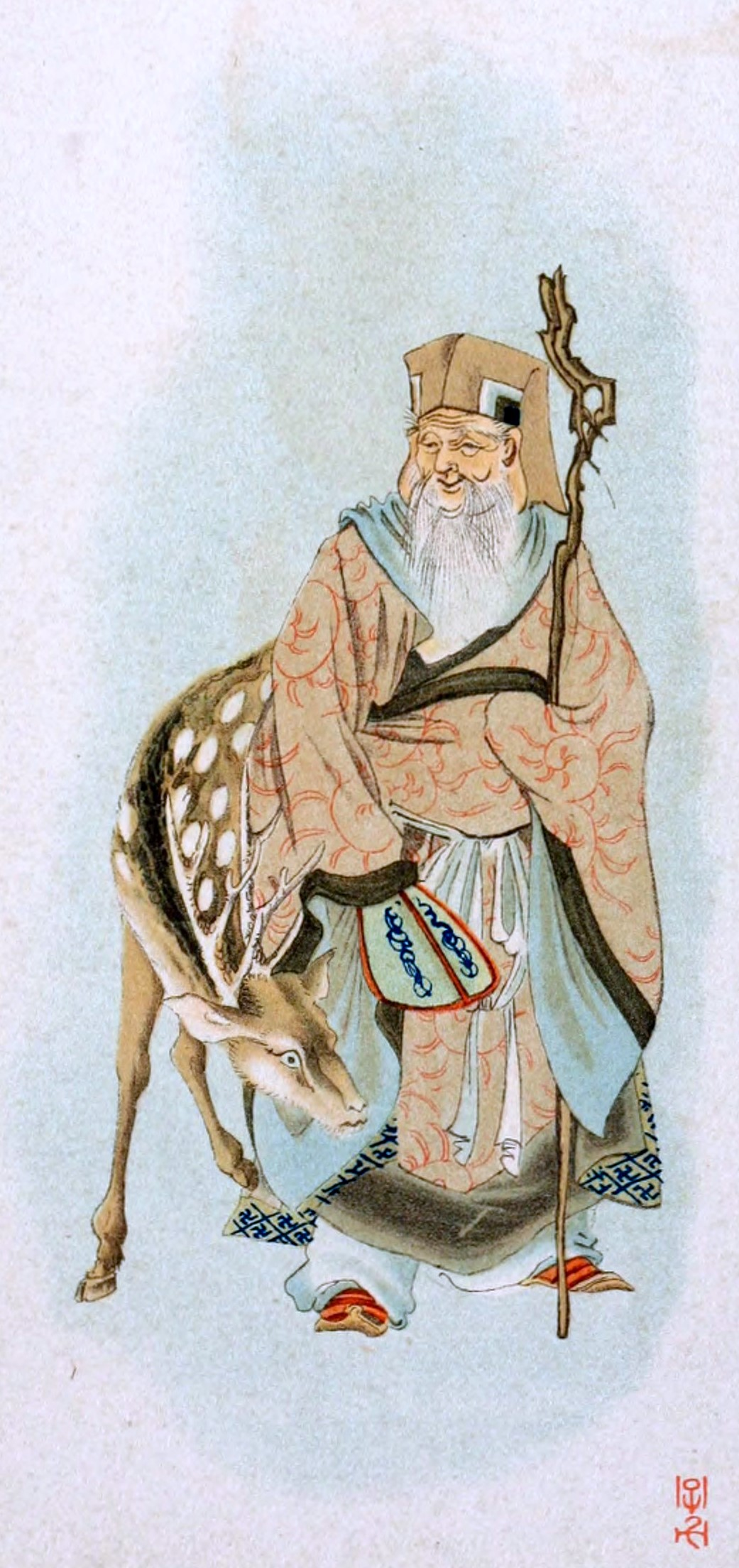
Jurōjin es el dios japonés de la longevidad y uno de los Siete Dioses de la Fortuna.

Los mitos de la longevidad son tradiciones sobre personas longevas (generalmente supercentenarias) y prácticas que se cree que confieren longevidad, pero que la evidencia científica actual no respalda. Si bien las interpretaciones literales de tales mitos pueden parecer indicar esperanzas de vida extraordinariamente largas, muchos estudiosos creen que tales cifras pueden ser el resultado de traducciones incorrectas de sistemas numéricos a través de varios idiomas, junto con el significado cultural y simbólico de ciertos números.
Estas tradiciones existen en varias culturas e incluyen prácticas como purificaciones, meditaciones, y rituales como la alquimia. La cultura china cuenta con muchas manifestaciones de estas ideas. 
La ciencia moderna indica varias formas en que la genética, la dieta y el estilo de vida afectan la longevidad humana. También nos permite determinar la edad de los restos humanos con bastante precisión.
Más allá de la mitología, la máxima edad verificada alcanzada por un ser humano es de 122 años para las mujeres (Jeanne Calment) y 116 para los hombres (Jiroemon Kimura). Algunos científicos estiman que, en condiciones ideales, una persona podría vivir hasta 127 años. Además, la esperanza de vida podría aumentar en el futuro o surgir mutaciones genéticas que permitan a algunas personas vivir más tiempo. Aunque los humanos son una de las especies más longevas, hay algunos animales que alcanzan edades superiores. Por ejemplo, algunas tortugas Galápagos pueden vivir más de 175 años  y algunas ballenas hasta 200 años. Algunos científicos sugieren con cautela que el cuerpo humano puede tener recursos suficientes para vivir hasta 150 años. 

## En las Religiones

### Antiguo Testamento
Varias partes de la Torá, así como los libros de Josué, Job y Crónicas mencionan a personas con edades muy altas, hasta los 969 años de Matusalén.
Algunos apologetas evangélicos justifican que estas edades extremas son traducciones defectuosas del hebreo, traduciendo como "años" la palabra para "meses", confundiendo el ciclo lunar con el solar. 969 meses lunares se corresponden con 78,3 años solares.  Donald Etz afirma que las cifras de Génesis 5 fueron editadas por un interpolador, multiplicándolas por diez. 
Ambas interpretaciones introducen una inconsistencia: significaría que las edades de los primeros nueve patriarcas en el momento de la paternidad, que oscilan entre 62 y 230 años en los manuscritos, se transformarían luego en un rango inverosímil como de 5 a 18 años. Otros dicen que la primera lista, de sólo 10 nombres durante 1.656 años, puede contener brechas generacionales, que habrían estado representadas por las largas vidas atribuidas a los patriarcas. El crítico del siglo XIX Vincent Goehlert sugiere que las vidas "representaban simplemente épocas a las que se les daban los nombres de los personajes especialmente prominentes en tales épocas, quienes, como consecuencia de sus vidas comparativamente largas, pudieron adquirir una influencia exaltada". 
Los eruditos bíblicos que enseñan la interpretación literal dan explicaciones sobre las edades avanzadas de los primeros patriarcas. Desde un punto de vista, el hombre originalmente debía tener vida eterna, pero a medida que Adán introdujo el pecado en el mundo, su influencia se hizo mayor con cada generación y Dios acortó progresivamente la vida del hombre. Desde un segundo punto de vista, antes del diluvio de Noé, un "firmamento" sobre la tierra (Génesis 1:6–8) contribuyó a la edad avanzada de la gente. La propia explicación (breve) de la Biblia para estas edades aborda la cuestión desde un ángulo diferente, explicando así la relativa brevedad de la vida normal en Génesis 6:3: "Y dijo el Señor: No contenderá mi espíritu con el hombre para siempre, porque ciertamente él es carne; mas serán sus días ciento veinte años."
| Nombre     | Edad masorética | Edad septuaginta |
| ---------- | --------------- | ---------------- |
| Matusalén  | 969             | 969              |
| Jared      | 962             | 962              |
| Noé        | 950             | 950              |
| Adán       | 930             | 930              |
| Seth       | 912             | 912              |
| Kénan      | 910             | 910              |
| Enós       | 905             | 905              |
| Mahalaleel | 895             | 895              |
| Lamec      | 777             | 753              |
| Sem        | 600             | 600              |
| Eber       | 464             | 404              |
| Cainan     | —               | 460              |
| Arfaxad    | 438             | 465              |
| Shélah     | 433             | 466              |
| Enoc       | 365             | 365              |
| Peleg      | 239             | 339              |
| Reu        | 239             | 339              |
| Serug      | 230             | 330              |
| Job        | 210?            | 210?             |
| Taré       | 205             | 205              |
| Isaac      | 180             | 180              |
| Abraham    | 175             | 175              |
| Nahor      | 148             | 304              |
| Jacob      | 147             | 147              |
| Esaú       | 147?            | 147?             |
| Ismael     | 137             | 137              |
| Leví       | 137             | 137              |
| Amram      | 137             | 137              |
| Kohath     | 133             | 133              |
| Labán      | 130+            | 130+             |
| Débora     | 130+            | 130+             |
| Joiada     | 130             | 130              |
| Sara       | 127             | 127              |
| Miriam     | 125+            | 125+             |
| Aarón      | 123             | 123              |
| Rebeca     | 120+            | 120+             |
| Moisés     | 120             | 120              |
| José       | 110             | 110              |
| Josué      | 110             | 110              |

#### CronologíaMasorética
Este es un ejemplo de la cronología y las edades según la Biblia entre Adán (930 años), primer hombre creado por Dios, y el Rey David (70 años). La cronología muestra que la edad de los patriarcas está disminuyendo constantemente. Parece una especie de "desdivinización" del hombre que coinciden con hechos catastróficos o importantes como el Diluvio Universal. Son transiciones entre una humanidad mítica a una humanidad histórica en el que la esperanza de vida ya es menos sobrehumana. Por ejemplo, los patriarcas antediluvianos que preceden a Noé tienen una edad muy superior a los postdiluvianos.
- Adán vive 930 años, Pecado Original (Génesis 3)
- Eva
  - Abel
  - Caín
  - Seth vive 912 años
    - Enós vive 905 años
      - Kénan vive 910 años
        - Mahalaleel vive 895 años
          - Jared vive 962 años
            - Enoc vive 365 años
              - Matusalén vive 969 años
                - Lamec vive 777 años
                  - Noé vive 950 años, Diluvio Universal (Génesis 6)
                    - Sem vive 600 años
                      - Arfaxad vive 438 años
                        - Shélah vive 433 años
                          - Eber vive 464 años, Torre de Babel (Génesis 11:1-9)
                            - Peleg vive 239 años
                              - Reu vive 239 años
                                - Serug vive 230 años
                                  - Nacor vive 148 años
                                    - Taré vive 205 años
                                      - Abraham vive 175 años, Pacto Abrahámico (Génesis 17)
                                        - Ismael vive 137 años
                                        - Isaac vive 180 años
                                          - Esaú
                                          - Jacob vive 147 años, Sus hijos son Las doce tribus de Israel (Génesis 49:28)
                                            - José vive 110 años
                                              - Efraín
                                                - Nun
                                                  - Josué vive 110 años, Tras la muerte de Moisés la Conquista de Canaán (Josué 1-12)

                                            - Leví vive 137 años
                                              - Kohath vive 133 años
                                                - Amram vive 137 años
                                                  - Moisés vive 120 años, Éxodo (Éxodo 3:1-15) y Diez Mandamientos (Éxodo 20:1-17)

                                            - Judá, Tribu de Judá (Génesis 49:9-12)
                                              - Farés
                                                - Esrom
                                                  - Aram
                                                    - Aminadab
                                                      - Naasón
                                                        - Salmón
                                                          - Booz
                                                            - Obed
                                                              - Jesé
                                                                - Rey David vive 70 años, Casa de David (1 Samuel 16)

### Cristiandad
- Se dice que Scolastica Oliveri vivió en Bivona, Italia, entre 1448-1578 (edad 129-130), según el archivo del Monastero di San Paolo en Bivona ubicado en Palermo.[19]
- Alrededor de 1912, el misionero Sandhu Sundar Singh dijo que el Maharishi de Kailash era un ermitaño cristiano de más de 300 años de edad en una cueva de la montaña del Himalaya, con quien pasó algún tiempo en profunda comunión. Singh dijo que el Maharishi nació en Alejandría, Egipto, y fue bautizado por el sobrino de San Francisco Javier.[20]

### Falun Gong
El capítulo 2 de Falun Gong de Li Hongzhi (2001) afirma:

Una persona en Japón llamada Mitsu Taira vivió hasta los 242 años. Durante la Dinastía Tang en nuestro país, hubo un monje llamado Hui Zhao [慧昭, 526–815 ] que vivió hasta los 290 [288–289] años. Según los anales del condado de Yongtai en la provincia de Fujian, Chen Jun [陈俊] nació en el primer año de la época de Zhong He (881 d. C.) bajo el reinado del emperador Xi Zong durante la dinastía Tang. Murió en la época Tai Ding de la Dinastía Yuan (1324 d. C.), después de vivir 443 años.

### Hinduismo
- Se dice que el dios hindú Rama gobernó su reino Ayodhya durante 11.000 años cuando murió, según el Ramayana.[23]
- El padre de Rama, Dasharatha, vivió más de 60.000 años según el Ramayana.[24]
- Bhaguiratha hizo Tapas durante 1.000 años deva o dioses (360.000 años en años humanos) para complacer a Ganga y obtener la liberación de sus 60.000 tíos abuelos de la maldición del santo Kapila. Así, Bhaguiratha vivió durante más de 360.000 años.[25]
- Se dice que el dios hindú Krishna vivió durante 125 años y 8 meses desde el 3228 a. C. hasta el 3102 a. C. Según las escrituras hindúes, la era de Kali-iuga comenzó después de que él ascendió a su morada Vaikuntha. [26]
- Se dice que Ashuatama, un héroe del Mahabharata, tiene más de 6.000 años y aún está vivo.
- Devraha Baba (fallecido el 19 de junio de 1990) afirmó haber vivido más de 900 años.[27]
- Se dice que Trailanga Swami vivió en Kashi desde 1737; [28] la revista Prabuddha Bharata sitúa su nacimiento c. 1607 CE, correspondiente al año 1529 de la era Shaka (edad 279–280),[29][30] tras su muerte en 1887.[29][28]
- Se dice que el sadhaka Lokenath Brahmachari vivió entre 1730 y 1890 (entre 159 y 160 años).[28]
- Shivapuri Baba, también conocido como Swami Govindanath Bharati, era un santo hindú que supuestamente vivió entre 1826 y 1963, por lo que supuestamente tenía entre 136 y 137 años en el momento de su muerte. Tuvo 18 audiencias con la Reina Victoria.[31][32]

### Budismo
- Vipassī, el vigésimo segundo de veintiocho Budas, vivió 80.000 [33] o 100.000 años.[34] En la época de Vipassī, la longevidad de los humanos era de 84.000 años.
- Taṇhaṅkara, el primer Buda, vivió 100.000 años.

### Islam
Se decía que Abraham (إِبْرَاهِيم) vivió entre 168 y 169 años. Su esposa Sara es la única mujer en el Antiguo Testamento cuya edad se revela. Murió a los 127 años (Génesis 23:1). En el Corán, Noé supuestamente vivió durante 950 años con su pueblo.
Según los eruditos del siglo XIX, Abdul Azziz al-Hafeed al-Habashi (عبد العزيز الحبشي) vivió entre 673 y 674 años gregorianos, o entre 694 y 695 años islámicos, entre 581 y 1276 AH 
En el Islam duodécimo chiita, se cree que Muhammad al-Mahdi se encuentra actualmente oculto y sigue vivo (edad 1155 años).

### Jainismo
A los Tirthankara se les atribuye una esperanza de vida extrema, por ejemplo:
- Se decía que Neminatha vivió más de 10.000 años antes de su ascensión.
- Se decía que Naminatha vivió más de 20.000 años antes de su ascensión.
- Se decía que Munisuvrata vivió más de 30.000 años antes de su ascensión.
- Se decía que Mallinatha vivió más de 56.000 años antes de su ascensión.
- Se decía que Aranatha vivió más de 84.000 años antes de su ascensión.
- Se decía que Kunthunatha vivió más de 200.000 años antes de su ascensión.
- Se decía que Shantinatha vivió más de 800.000 años antes de su ascensión.
- Se decía que Dharmanatha vivió más de 2.500.000 años antes de su ascensión.
- Se decía que Anantanatha vivió más de 3.500.000 años antes de su ascensión.
- Se decía que Vimalanatha vivió más de 6.000.000 de años antes de su ascensión.
- Se decía que Vasupujya vivió más de 7.200.000 años antes de su ascensión.
- Se decía que Shreyansanath vivió más de 8.400.000 años antes de su ascensión.[38]

### Sijismo
- Se decía que Baba Sri Chand, el fundador de la secta Udasi, vivió 134 años.[39][40][41]
- Se decía que Baba Biram Das, un santo Udasi, vivió 321 años.[42][43][44]

### Teosofía/Nueva Era
- Se dice que Mahavatar Babaji es un "Maestro no ascendido" que supuestamente tiene muchos siglos (se dice que nació en el año 203 d. C.) y se dice que vive en el Himalaya. El gurú hindú Paramahansa Yogananda afirmó haberlo conocido y supuestamente era uno de sus discípulos.[45][46]

## En la Antigüedad
Estos incluyen anteriores al c. 150 CE, antes de la caída del imperio romano.

### China
- Fuxi (伏羲) habría vivido 197 años.[47]
- Luciano escribió sobre los "Seres" (un pueblo chino), afirmando que vivieron durante más de 300 años.
- Se dice que Zuo Ci, que vivió durante el Período de los Tres Reinos, vivió 300 años.
- En la leyenda china, se creía que Peng Zu vivió más de 800 años [48] durante la Dinastía Shang (殷朝, siglos XVI al XI a. C.).[49]

#### Emperadores
- Se decía que el Emperador Amarillo vivió 113 años.
- Se decía que el Emperador Yao vivió 118 años.[50]
- Se decía que el Emperador Shun vivió 110 años.[51]

### Egipto
El historiador egipcio Manetón, basándose en fuentes anteriores, comienza su lista de reyes egipcios con el dios greco-egipcio Hefesto (Ptah), que "fue rey durante 9.000 años".

### Grecia
Un libro Macrobii ("Hígados largos") es una obra dedicada a la longevidad. Se atribuyó al antiguo autor griego Luciano, aunque ahora se acepta que no pudo haberlo escrito. La mayoría de los ejemplos que se dan en él tienen esperanzas de vida de 80 a 100 años, pero algunos son mucho más largos:
- Tiresias, el vidente ciego de Tebas, más de 600 años.
- Néstor, más de 300 años.
- Miembros de los "Seres" (un pueblo chino), más de 300 años.

Según una tradición, Epiménides de Creta (siglos VII y VI a. C.) vivió casi 300 años.

### Japón
Se dice que algunos de los primeros emperadores de Japón gobernaron durante más de un siglo, según la tradición documentada en el Kojiki, como el Emperador Jinmu y el Emperador Kōan.
- El Emperador Jinmu (tradicionalmente, 13 de febrero de 711 a. C. - 11 de marzo de 585 a. C.) vivió 126 años según el Kojiki. Estas fechas corresponden a 125 años, 339 días, en los calendarios prolépticos juliano y gregoriano. Sin embargo, la forma de su nombre póstumo sugiere que fue inventado durante el reinado de Kanmu (781–806 d. C.),[54] o posiblemente durante la época en que las leyendas sobre los orígenes de la Dinastía Yamato se compilaron en el Kojiki.
- El Emperador Kōan, según Nihon Shoki, vivió 137 años [55] (del 427 a. C.[56] al 291 a. C.).

### Corea
- Se dice que Dangun, el primer gobernante de Corea, nació en 2333 a. C. y murió en 425 a. C. a la edad de 1.908 años.
- Se afirma que Taejo de Goguryeo (46/47 – 165) reinó en Corea durante 93 años a partir de los 7 años. Después de su retiro, Samguk Sagi y Samguk Yusa dan su edad al morir entre 117 y 118,[57] mientras que el El Libro del Han Posterior afirma que murió en 121, a la edad de 73 a 74 años.

### Imperio Persa
Los reinados de varios shahs en el Shāhnāmé, un poema épico de Ferdousí, duran más de un siglo:
- Zahhak, 1.000 años.
- Jamshid, 700 años.
- Fereydun, 500 años.
- Askani, 200 años.
- Kay Kāvus, 150 años.
- Manuchehr, 120 años.
- Lohrasp, 120 años.
- Goshtasp, 120 años.

### Antigua Roma
En la época romana, Plinio escribió sobre los registros de longevidad del censo realizado en el año 74 d. C. bajo Vespasiano. En una región de Italia, muchas personas supuestamente vivían más de 100 años; se dijo que cuatro eran 130, otros hasta 140.

### Sumeria
La edad de los primeros ocho reyes sumerios en la recensión principal de la Lista de reyes sumerios estaban en unidades y fracciones de shar (3.600 años) y totalizaron 67 shar o 241.200 años. 
En la única recensión de la tablilla de diez reyes de esta lista, se registra que tres reyes (Alalngar, [...], Kidinnu y En-men-dur-ana) reinaron juntos durante 72.000 años. La recensión mayor asigna 43.200 años al reinado de En-men-dur-ana, y 36.000 años cada uno a los de Alalngar y Dumuzid.

### Vietnam
- Se dice que Kinh Dương Vương, el primer rey de Vietnam, nació en 2919 a. C. y murió en 2792 a. C. (aproximadamente 127 años).
- Lạc Long Quân reinó desde 2793 a. C. hasta 2524 a. C. (alrededor de 269 años).

## En la Edad Media

### Polonia
- Piast Kołodziej, rey de Polonia, murió en 861 a la supuesta edad de 120 años (740 d. C./861 d. C.).[60]

### Gales
- El bardo galés Llywarch Hen (Elegías heroicas) murió c. 500 en la parroquia de Llanvor, tradicionalmente alrededor de 150 años.[61]

### Inglaterra
- Edgar Ætheling, príncipe inglés que fue brevemente Rey de Inglaterra después de la muerte de Harold Godwinson en la Batalla de Hastings a finales de 1066. Se dice que Edgar murió poco después de 1126, cuando Guillermo de Malmesbury escribió que "ahora envejece en el campo en privacidad y tranquilidad".[62] Sin embargo, existen dos rollos de los años 1158 y 1167 que enumeran a Edgar. El historiador Edward Augustus Freeman afirmó que esto se refería a Edgar (de al menos 115 años), a un hijo suyo o a otra persona que llevaba el título de Ætheling.[63]

## En la Edad Moderna

### Otros
- El erudito asamés Sankardev (1449-1568) supuestamente vivió hasta los 118 años. [65]
- Albrecht von Haller supuestamente recopiló ejemplos de 62 personas de 110 a 120 años, 29 de 120 a 130 años y 15 de 130 a 140 años.[66]
- Un artículo de National Geographic de 1973 sobre la longevidad informó que el pueblo Burušo-Hunza en el valle de Hunza en las montañas de Pakistán era un pueblo muy anciano.[67]
- Los registros de defunción suecos contienen información detallada sobre miles de centenarios desde 1749; la edad máxima de muerte reportada entre 1751 y 1800 fue 147 años.[68]
- Los casos de extrema longevidad en el Reino Unido fueron enumerados por James Easton en 1799, quien cubrió 1.712 casos documentados entre el 66 a. C. y 1799, año de publicación;[69] Charles Hulbert también editó un libro que contenía una lista de casos en 1825.
- Un periódico The Aesculapian Register, escrito por médicos y publicado en Filadelfia en 1824, enumeraba una serie de casos, incluidos varios que supuestamente habían vivido más de 130 años. Los autores dijeron que la lista fue tomada del Dublin Magazine.[70]
- Las muertes reportadas oficialmente en el Imperio ruso en 1815 enumeraron 1.068 centenarios, incluidos 246 supercentenarios (50 entre 120 y 155 años y uno incluso mayor). [61] La revista Time consideró que, en la Unión Soviética, la longevidad se había elevado a un "culto a Matusalén" apoyado por el estado.[71] La URSS insistió en la longevidad incomparable de sus ciudadanos al declarar 592 personas (224 hombres, 368 mujeres) mayores de 120 años en un censo del 15 de enero de 1959 [72] y 100 ciudadanos sólo de la RSS de Rusia con edades comprendidas entre 120 y 156 años en marzo de 1960.[73] Según la opinión de la revista Time, en Georgia tales afirmaciones fueron fomentadas por Iósif Stalin, nacido en Georgia, de que tal longevidad se le contagiara.[71] Zhores A. Medvedev, quien demostró que todas las solicitudes de más de 500 personas no pasaban la validación del registro de nacimiento y otras pruebas,[71] dijo que a Stalin "le gustaba la idea de que [otros] georgianos vivieran hasta los 100 años".[73]
- Una Peterburgskaya Gazeta de principios de 1812 informa sobre un hombre de entre 200 y 225 años en la diócesis de Yekaterinoslav (ahora Dnipró, Ucrania). [61]
- Una señora anónima vivió durante 116 años en Daca, Bangladés, hasta su muerte en 2018.

## Prácticas

### Dietas
Según una revista de 2021, no existe evidencia clínica de que alguna práctica dietética contribuya a la longevidad.

### Alquimia
Las tradiciones que se cree que confieren una mayor longevidad humana incluyen la Alquimia.
- Nicolas Flamel (principios de la década de 1330 – c. 1418) fue un Escribano del siglo XIV que desarrolló una reputación como alquimista y creador de un "Elixir de la vida" que le confirió la Inmortalidad a él y a su esposa Perenelle. Su lápida con inscripciones arcanas se conserva en el Museo de Cluny de París.
- Fridericus (Ludovicus) Gualdus (Federico Gualdi), autor de "Revelación de la verdadera sabiduría química", vivió en Venecia en la década de 1680. En una carta publicada en un periódico holandés contemporáneo se informó que su edad superaba los 400 años. Según algunos relatos, cuando se le preguntó acerca de un retrato que llevaba, dijo que era de él mismo, pintado por Tiziano (que murió en 1576), pero no dio ninguna explicación. y salió de Venecia a la mañana siguiente.[75][76] Según otro relato, Gualdus abandonó Venecia debido a acusaciones religiosas y murió en 1724.[77] La "Compass der Weisen" alude a que todavía estaba vivo en 1782 y tenía casi 600 años.[75]

### Fuente de la juventud
La fuente de la juventud o a veces fuente de la eterna juventud, símbolo de la inmortalidad y la longevidad, es una legendaria fuente que supuestamente cura y devuelve la juventud a quienquiera que beba de sus aguas o se bañe en ellas. Durante miles de años se han contado historias sobre fuentes de este tipo en todo el mundo, apareciendo en los escritos de Heródoto (siglo V a. C.), en el romance de Alejandro (siglo III a. C.) y en las historias del Preste Juan (principios de las Cruzadas, siglos XI y XII d. C.). Historias sobre aguas similares también ocuparon un lugar destacado entre los habitantes del Caribe durante la Era de los Descubrimientos (comienzos del siglo XVI), que hablaban de los poderes restauradores del agua en la mítica tierra de Bimini. Basándose en estas numerosas leyendas, exploradores y aventureros buscaron la esquiva Fuente de la Juventud o algún otro remedio para el envejecimiento, generalmente asociado con aguas mágicas. Tales aguas podrían haber sido un río, un manantial o cualquier otra fuente de agua que, según se decía, revertía el proceso de envejecimiento y curaba enfermedades al beberlas o bañarse en ellas.